# Robert Alton
Pour les articles homonymes, voir Alton.
Robert « Bob » Alton est un chorégraphe, danseur et réalisateur américain, né Robert Alton Hart le 28 janvier 1906 à Bennington (Vermont), mort le 12 juin 1957 à Los Angeles (Californie).

## Biographie

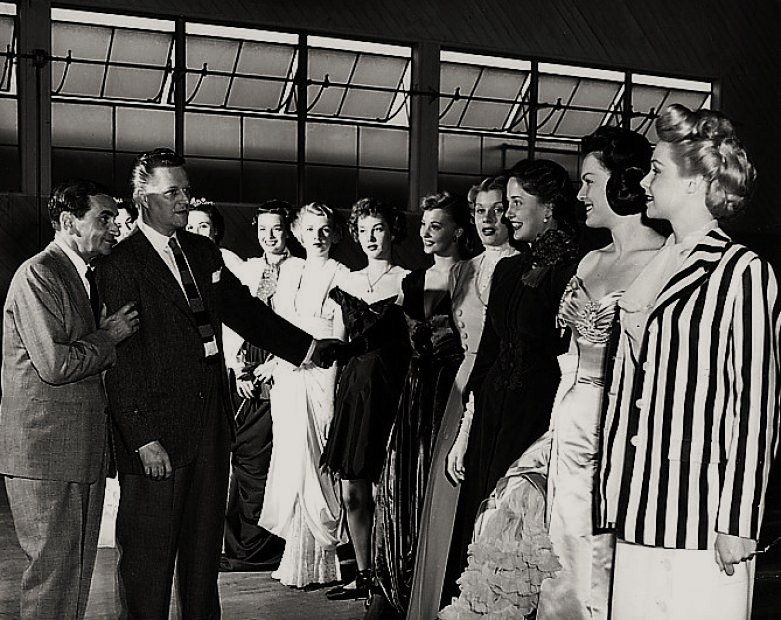
Avec Irving Berlin (à g.), sur le tournage de Parade de printemps (1948), passant en revue des figurantes

Robert Alton étudie la danse à New York et apparaît comme danseur dans la revue The Greenwich Village Follies of 1924, représentée de septembre 1924 à janvier 1925 sur les planches de Broadway. Là, il est surtout chorégraphe de comédies musicales et revues, produites à partir de 1933.
Mentionnons Anything Goes (1934-1935, musique de Cole Porter, avec Ethel Merman et Victor Moore), Ziegfeld Follies of 1936 (1936, musique de Vernon Duke, avec Fanny Brice et Bob Hope), ou encore Panama Hattie (1940-1942, musique de Cole Porter, avec Ethel Merman et Phyllis Brooks).
Son dernier spectacle à Broadway, une revue spécialement dédiée à (et avec) Judy Garland dont il assure la mise en scène, est joué de septembre 1956 à janvier 1957. Il meurt prématurément cinq mois après, d'une insuffisance rénale chronique.
La reprise en 1952-1953 de la comédie musicale Pal Joey (créée en 1940-1941 par Gene Kelly), sur une musique de Richard Rodgers, lui permet de gagner en 1952 le Tony Award de la meilleure chorégraphie (il obtiendra une autre nomination en 1956, dans la même catégorie). Notons que George Sidney en réalise une adaptation à l'écran sous le même titre original (titre français : La Blonde ou la Rousse), avec Frank Sinatra, Rita Hayworth et Kim Novak, sortie en 1957.
Au cinéma, Robert Alton est chorégraphe (ou réalisateur des numéros musicaux) de vingt-trois films américains, le premier sorti en 1933. Il s'agit majoritairement de films musicaux produits par la MGM, tels Le Bal des sirènes de George Sidney (1944, avec Red Skelton et Esther Williams), Le Pirate de Vincente Minnelli (1948, avec Judy Garland et Gene Kelly) ou Show Boat de George Sidney (1951, avec Kathryn Grayson et Ava Gardner). Citons encore L'amour vient en dansant de Sidney Lanfield (Columbia, 1941, avec Fred Astaire et Rita Hayworth), Noël blanc de Michael Curtiz (Paramount, 1954, avec Bing Crosby et Danny Kaye), ainsi que la comédie Le Bouffon du roi de Melvin Frank et Norman Panama (avec Danny Kaye et Glynis Johns), son dernier film sorti en 1955.
S'y ajoutent La Femme aux deux visages de George Cukor (1941, avec Greta Garbo et Melvyn Douglas), où il tient un petit rôle non crédité de danseur, et deux films comme réalisateur, L'As du cinéma (1947, avec Red Skelton et Virginia O'Brien) et Chanson païenne (1950, avec Esther Williams et Howard Keel).

## Théâtre à Broadway (intégrale)
(comme chorégraphe, sauf mention contraire ou complémentaire)

### Comédies musicales
- 1933 : Hold Your Horses, musique et lyrics de divers auteurs (dont Robert Russell Bennett, également orchestrateur), livret de Russel Crouse et Corey Ford
- 1934-1935 : Anything Goes, musique et lyrics de Cole Porter, livret original de Guy Bolton et P. G. Wodehouse adapté par Howard Lindsay et Russel Crouse, mise en scène d'Howard Lindsay
- 1937-1938 : Hooray for What! (en), musique d'Harold Arlen, lyrics de Yip Harburg, livret d'Howard Lindsay et Russel Crouse, mise en scène et décors de Vincente Minnelli, costumes de Raoul Pène Du Bois
- 1937-1938 : Between the Devil (en), musique d'Arthur Schwartz, lyrics et livret d'Howard Dietz
- 1938 : You Never Know (en), musique et lyrics de Cole Porter, livret de Rowland Leigh (en)
- 1938-1939 : Leave It to Me!, musique et lyrics de Cole Porter, livret de Bella et Sam Spewack, costumes de Raoul Pène Du Bois
- 1939-1940 : Too Many Girls, musique de Richard Rodgers, lyrics de Lorenz Hart, livret de George Marion Jr., production et mise en scène de George Abbott, costumes de Raoul Pène Du Bois
- 1939-1940 : Du Barry Was a Lady, musique et lyrics de Cole Porter, livret de B.G. DeSylva et Herbert Fields, décors et costumes de Raoul Pène Du Bois
- 1940 : Higher and Higher (en), musique de Richard Rodgers, lyrics de Lorenz Hart, livret de Gladys Hurlbut et Joshua Logan, costumes de Lucinda Ballard, mise en scène de Joshua Logan
- 1940-1941 : Pal Joey, musique de Richard Rodgers, lyrics de Lorenz Hart, livret de John O'Hara, production et mise en scène de George Abbott
- 1940-1942 : Panama Hattie, musique et lyrics de Cole Porter, livret de B.G. DeSylva et Herbert Fields, décors et costumes de Raoul Pène Du Bois
- 1942-1943 : By Jupiter (en), musique de Richard Rodgers, lyrics de Lorenz Hart, livret de Richard Rodgers et Lorenz Hart, mise en scène de Joshua Logan, costumes d'Irene Sharaff
- 1943-1944 : Early to Bed, musique de Fats Waller, lyrics et livret de George Marion Jr.
- 1952-1953 : Pal Joey, reprise (+ superviseur de production)
- 1953 : Hazel Flagg (en), production et musique de Jule Styne, lyrics de Bob Hilliard, livret de Ben Hecht, d'après le scénario du film La Joyeuse Suicidée (Nothing Sacred, 1937) (+ superviseur de production)
- 1953-1954 : Me and Juliet (en), production de Richard Rodgers et Oscar Hammerstein II, musique de Richard Rodgers, lyrics et livret d'Oscar Hammerstein II, mise en scène de George Abbott, costumes d'Irene Sharaff
- 1955 : The Vamp (en), musique de James Mundy (en), lyrics de John La Touche (en), livret de Sam Locke (en) et John La Touche, décors et costumes de Raoul Pène Du Bois (+ superviseur de production)

### Revues
- 1924-1925 : The Greenwich Village Follies of 1924, musique de Cole Porter, lyrics d'Irving Caesar, John Murray Anderson et Cole Porter (danseur)
- 1934 : Ziegfeld Follies of 1934, musique et sketches de divers auteurs (dont Vernon Duke), lyrics de Yip Harburg
- 1934 : Keep Moving, musique de Max Rich, lyrics de Jack Scholl, sketches de divers auteurs
- 1934-1935 : Life Begins at 8:40 (en), musique d'Harold Arlen, lyrics d'Ira Gershwin et Yip Harburg, sketches de divers auteurs
- 1934-1935 : Thumbs Up!, musique de James Hanley (en) et Henry Sullivan (en), lyrics de Ballard MacDonald (en) et Earle Crooker, livret d'Harold Atteridge (en), Alan Baxter et H. I. Phillips
- 1935 : Parade, musique, lyrics et sketches de divers auteurs (dont Marc Blitzstein), orchestrations de Robert Russell Bennett, David Raksin et Conrad Salinger
- 1936 : Ziegfeld Follies of 1936, musique de Vernon Duke, lyrics d'Ira Gershwin, livret de David Freedman (en), décors et costumes de Vincente Minnelli
- 1936-1937 : The Show Is On, musique de Vernon Duke, lyrics de Ted Fetter (en), sketches de David Freedman (en), mise en scène de Vincente Minnelli
- 1939 : One for the Money, musique de Morgan Lewis, lyrics et sketches de Nancy Hamilton (en), décors et costumes de Raoul Pène Du Bois
- 1939-1940 : Streets of Paris, musique de James McHugh, lyrics d'Al Dubin, sketches de divers auteurs, costumes d'Irene Sharaff
- 1940 : Two for the Show (en), musique de Morgan Lewis, lyrics et sketches de Nancy Hamilton (en), mise en scène des sketches de Joshua Logan, décors et costumes de Raoul Pène Du Bois
- 1941-1943 : Sons o' Fun (en), musique et lyrics de Sammy Fain et Jack Yellen (en), livret d'Hal Block (en), Chic Johnson et Ole Olsen, décors et costumes de Raoul Pène Du Bois
- 1942 : Count Me In, musique et lyrics d'Ann Ronell, orchestrations de Robert Russell Bennett, livret de Walter Kerr et Leo Brady (en), costumes d'Irene Sharaff
- 1943-1944 : Ziegfeld Follies of 1943, musique de Ray Henderson et Dan White, lyrics de Buddy Burston et Jack Yellen (en), sketches de divers auteurs
- 1944-1945 : Laffing Room Only (en), musique et lyrics de Burton Lane, livret d'Eugene Conrad, Chic Johnson et Ole Olsen
- 1956-1957 : Judy Garland, programme spécial (metteur en scène)

## Filmographie complète
(comme chorégraphe, sauf mention contraire ou complémentaire)
- 1933 : Poppin' the Cork (it) de Jack White

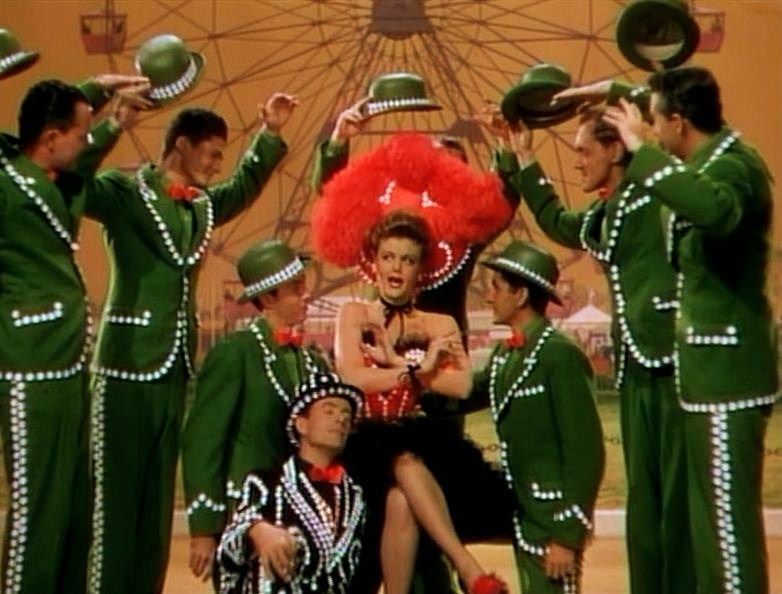
La Pluie qui chante (1946), avec Angela Lansbury

- 1936 : Strike Me Pink de Norman Taurog (réalisateur des numéros musicaux)
- 1941 : La Femme aux deux visages (Two Faced-Woman) de George Cukor : Cecil, partenaire de Karin (danseur)
- 1941 : L'amour vient en dansant (You'll Never Get Rich) de Sidney Lanfield
- 1944 : Le Bal des sirènes (Bathing Beauty) de George Sidney
- 1944 : Broadway qui chante (Broadway Rhythm) de Roy Del Ruth
- 1945 : Ziegfeld Follies de Vincente Minnelli
- 1946 : La Pluie qui chante (Till the Clouds Roll By) de Richard Whorf (+ réalisateur de certains numéros musicaux)
- 1946 : Les Demoiselles Harvey (The Harvey Girls) de George Sidney
- 1947 : Vive l'amour (Good News) de Charles Walters
- 1947 : L'As du cinéma (Merton of the Movies) (réalisateur)
- 1948 : Parade de printemps (Easter Parade) de Charles Walters
- 1948 : Le Pirate (The Pirate) de Vincente Minnelli
- 1948 : Ma vie est une chanson (Words and Music) de Norman Taurog
- 1949 : Amour poste restante (In the Good Old Summertime) de Robert Z. Leonard (réalisateur des numéros musicaux)
- 1949 : Entrons dans la danse (The Barkleys of Broadway) de Charles Walters
- 1950 : Annie, la reine du cirque (Annie Get Your Gun) de George Sidney
- 1950 : Chanson païenne (Pagan Love Song) (réalisateur)
- 1951 : Show Boat de George Sidney
- 1952 : La Belle de New York (The Belle of New York) de Charles Walters (+ réalisateur des numéros musicaux)
- 1953 : Appelez-moi Madame (Call Me Madam) de Walter Lang
- 1953 : Cupidon photographe (I Love Melvin) de Don Weis
- 1954 : Noël blanc (White Christmas) de Michael Curtiz
- 1954 : La Joyeuse Parade (There's No Business Like Show Business) de Walter Lang
- 1955 : L'Héritière de Las Vegas (en) (The Girl Rush) de Robert Pirosh (+ producteur associé)
- 1955 : Le Bouffon du roi (The Court Jester) de Melvin Frank et Norman Panama

## Distinctions
- 1952 : Tony Award de la meilleure chorégraphie, gagné pour Pal Joey ;
- 1956 : Nomination au Tony Award de la meilleure chorégraphie, pour The Vamp (en).